# Биг-Хорн (округ, Вайоминг)
Округ Биг-Хорн (англ. Big Horn County) — округ, расположенный в штате Вайоминг, США с населением в 11 461 человек по статистическим данным переписи 2000 года.
Столица округа находится в городе Бейсин.

## История
Округ Биг-Хорн был образован в 1896 году.

## География
По данным Бюро переписи населения США округ Биг-Хорн имеет общую площадь в 8182 км², из которых 8125 км² занимает земля и 57 км² — вода. Площадь водных ресурсов округа составляет 0,7% от всей его площади. Примечательно, что Биг-Хорн граничит также с Биг-Хорном, но уже другого штата — таких интересных пар в США насчитывается всего 11.

### Соседние округа
- Биг-Хорн (Монтана) — север
- Карбон (Монтана) — север
- Джонсон — восток
- Шеридан — восток
- Уошаки — юг
- Парк — запад

### Национальные охраняемые территории
- Национальная зона отдыха Бигхорн (часть)
- Национальный парк Бигхорн (часть)

## Демография
По данным переписи населения 2000 года в округе Биг-Хорн проживал 11461 человек, 3 087 семей, насчитывалось 4 312 домашних хозяйства и 5 105 жилых домов. Средняя плотность населения составляла 1 человек на один квадратный километр. Расовый состав округа по данным переписи распределился следующим образом: 94,03 % белых, 0,11 % чёрных или афроамериканцев, 0,75 % коренных американцев, 0,21 % азиатов, 0,07 % выходцев с тихоокеанских островов, 1,46 % смешанных рас, 3,37 % — других народностей. Испано- и латиноамериканцы составили 6,17 % от всех жителей округа.
Из 4 312 домашних хозяйств в 32,50 % — воспитывали детей в возрасте до 18 лет, 61,00 % представляли собой совместно проживающие супружеские пары, в 6,80 % семей женщины проживали без мужей, 28,40 % не имели семей. 25,00 % от общего числа семей на момент переписи жили самостоятельно, при этом 11,90 % составили одинокие пожилые люди в возрасте 65 лет и старше. Средний размер домашнего хозяйства составил 2,60 человек, а средний размер семьи — 3,13 человек.
Население округа по возрастному диапазону по данным переписи 2000 года распределилось следующим образом: 28,70 % — жители младше 18 лет, 7,30 % — между 18 и 24 годами, 22,60 % — от 25 до 44 лет, 24,60 % — от 45 до 64 лет и 16,80 % — в возрасте 65 лет и старше. Средний возраст жителей округа составил 39 лет. На каждые 100 женщин в округе приходилось 100,20 мужчин, при этом на каждых сто женщин 18 лет и старше приходилось 97,10 мужчин также старше 18 лет.
Средний доход на одно домашнее хозяйство в округе составил 32 682 доллара США, а средний доход на одну семью в округе — 38 237 долларов. При этом мужчины имели средний доход в 30 843 доллара США в год против 19 489 долларов США среднегодового дохода у женщин. Доход на душу населения в округе составил 15 086 долларов США в год. 10,20 % от всего числа семей в округе и 14,10 % от всей численности населения находилось на момент переписи населения за чертой бедности, при этом 19,20 % из них были моложе 18 лет и 10,00 % — в возрасте 65 лет и старше.

## Главные автодороги
- US 14
- US 14A
- US 16
- US 20
- US 310
- WH 30
- WH 31
- WH 32
- WH 114
- WH 37

## Населённые пункты

### Города
| - Бейсин - Берлингтон - Байрон | - Каули - Дивер - Франни | - Грейбулл - Ловелл - Мандерсон |

### Статистически обособленные местности
- Хайатвилл
- Медоу-Ларк-Лейк

### Другие
- Имблем
- Отто
- Шелл

## Образование
В Биг-Хорн находятся четыре школьных округа с номерами от 1 до 4.